# Werner Labsch
Werner Labsch (* 15. April 1937 in Kausche; † 23. Oktober 2012) war ein deutscher Politiker (SPD), der von 1994 bis 2002 als Abgeordneter dem Deutschen Bundestag angehörte.

## Leben
Labsch machte eine Ausbildung zum Bergarbeiter und besuchte anschließend die Arbeiter-und-Bauern-Fakultät in Freiberg. Nach dem absolvierten Abitur besuchte er die Hochschule für Bauwesen in Cottbus, an der er Bauingenieur studierte.

## Politik
Im Oktober 1989 trat Labsch der SPD bei, in deren Landesvorstand er bis 1994 tätig war. Er wurde im Jahr 1994 im Wahlkreis Cottbus – Spree-Neiße direkt in den Bundestag gewählt, dem er zwei Legislaturperioden angehörte. Er schied im Jahr 2002 aus dem Parlament aus.